# Naenia contaminata
Naenia contaminata là một loài bướm đêm trong họ Noctuidae.